# زبان شمالی
زبان شمالی یک ستاره است که در صورت فلکی ترازو قرار دارد.
پیش از این، ستارهٔ گامای صورت فلکی کژدم بوده‌است.